# Maria Maddalena Baldacci
Pour les articles homonymes, voir Baldacci.
Maria Maddalena Baldacci, née Gozzi en 1718 à Florence où elle meurt en 1782, est une femme peintre italienne baroque du XVIIIe siècle.

## Biographie
Maria Maddalena Gozzi est née à Florence de Tommaso Gozzi et a épousé Giuseppe Baldacci.
Elle fut l'élève de Giovanna Fratellini et ensuite de Giovanni Domenico Campiglia, pour devenir une spécialiste des portraits portraits miniatures et de dessins en pastel.

## Œuvres
- Portrait de l'impératrice Marie-Thérèse Ire de Hongrie,
- Autoportrait,